# (55875) Hirohatagaoka
(55875) Hirohatagaoka est un astéroïde de la ceinture principale.

## Description
(55875) Hirohatagaoka est un astéroïde de la ceinture principale. Il fut découvert le 1er novembre 1997 à Hadano par Atsuo Asami. Il présente une orbite caractérisée par un demi-grand axe de 2,60 UA, une excentricité de 0,21 et une inclinaison de 5,9° par rapport à l'écliptique.

## Compléments